# American Banknote Company
American Banknote Company, również jako American Bank Note Company – amerykańskie przedsiębiorstwo zajmujące się drukiem zabezpieczonym banknotów, dokumentów, znaczków pocztowych, czeków, obligacji.

## Historia
W 1795 roku rytownik Mennicy Stanów Zjednoczonych, Robert Scot, założył w Filadelfii drukarnię. Doszło do tego w momencie rozwoju amerykańskiego handlu wewnętrznego i zagranicznego, co z kolei przekładało się na wzrost zapotrzebowania na instytucje takie jak banki oraz na pieniądz w obiegu. Partnerami Scota w pracy zostali inni rytownicy i drukarze: John Draper, George Murray i Gideon Fairman. W 1810 roku trzej wspólnicy założyli Murray, Draper, Fairman & Company. Do spółki dołączył także Jacob Perkins, który postulował zastąpienie miedzi stalą w wykonywaniu płyt do druku wklęsłego (tzw. staloryt). Uważał, że dzięki temu można uzyskać 30 000 odcisków banknotów zamiast 5000 przy użyciu miedzianych płyt. Pomysły Perkinsa i całego przedsiębiorstwa zainteresowały Anglików, którzy zaproponowali w 1818 roku, aby Murray, Draper, Fairman & Company zaoferowała swoje rozwiązania Banku Anglii. Po konsultacjach i ocenie, komitet banku odrzucił ofertę Amerykanów.

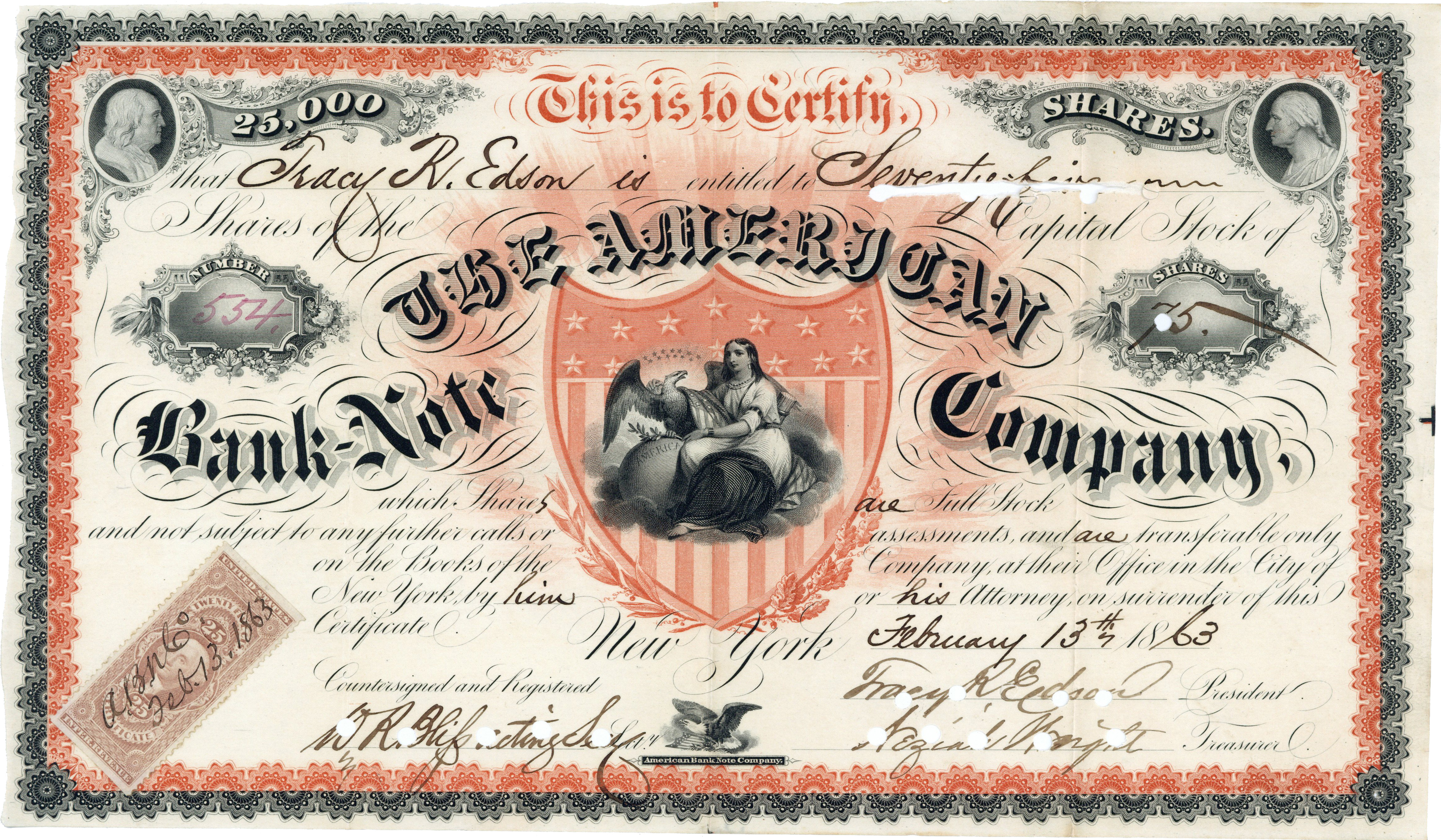
Akcja American Bank Note Company, wydana 13 lutego 1863 roku w Nowym Jorku dla Tracy R. Edsona, podpisana w oryginale przez niego jako prezesa.

W 1858 roku doszło do połączenia Murray, Draper, Fairman & Company z trzema innymi przedsiębiorstwami zajmującymi się drukiem i powołano do życia American Banknote Company.
Wraz z rozpoczęciem wojny secesyjnej w życie weszło rozporządzenie Abrahama Lincolna zakazujące handlu z Konfederacją. Ówczesny szef American Banknote Company, Tracy Edson, nakazał przedstawicielstwu w Nowym Orleanie zerwanie kontaktów z władzami Skonfederowanych Stanów Ameryki. Mimo to, między majem a wrześniem 1861 roku drukarnia w Nowym Orleanie wyemitowała serię banknotów dla secesjonistów z nadrukiem „Southern Bank Note Company”.
W 1862 roku American Banknote Company drukowała banknoty dla Grecji i Kolumbii.
W 1863 roku wszedł w życie National Bank Act, który ustanawiał środek płatniczy National Bank Note, który miały stanowić banknoty Stanów Zjednoczonych. Pieniądz ten był zabezpieczony poprzez obowiązek wykupu przez drukarnie obligacji amerykańskich, deponowanych następnie w Skarbie Stanów Zjednoczonych. W ten sposób w 1863 roku American Banknote Company rozpoczęła druk banknotów o nominałach: 10, 20, 50 i 100 dolarów. Rok później rozpoczęła druk jednodolarówek.
W 1865 roku American Banknote Company otrzymała zamówienia na druk banknotów dla terytoriów brytyjskich, Brazylii, Ekwadoru, Urugwaju, obligacji dla Peru oraz znaczków pocztowych Argentyny.

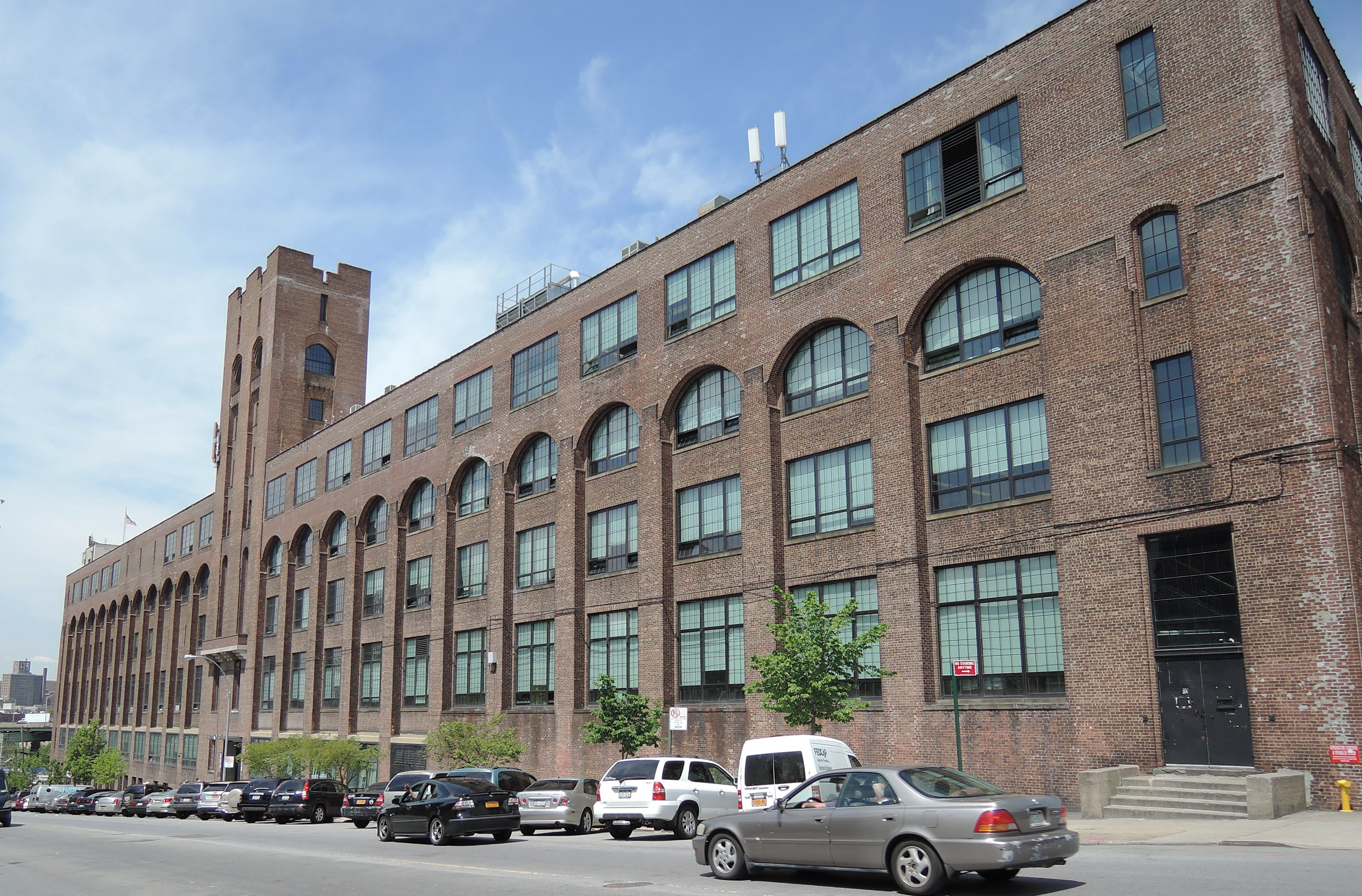
Budynek byłej drukarni American Banknote Company

W związku z tym, że Departament Skarbu zabronił używania papieru z włóknami jedwabiu do druku banknotów dla podmiotów zagranicznych, w 1891 roku przedsiębiorstwo wprowadziło do swojej oferty papier z planszetami, które miały służyć jako zabezpieczenie przed fałszerstwem. W tym samym roku American Express skorzystała z zabezpieczeń oferowanych przez American Banknote Company w produkcji swoich czeków.
W 1893 roku drukarnia zaprojektowała i wyemitowała serię znaczków ze scenami z życia Kolumba z okazji Columbian Exposition w Chicago. Ich cechą charakterystyczną był podłużny kształt i większy rozmiar. Były to jednocześnie ostatnie znaczki wydrukowane dla rządu Stanów Zjednoczonych. W 1894 roku wygasł czterdziestoletni kontrakt z Departamentem Poczty Stanów Zjednoczonych na druk znaczków.
W 1912 roku nowo powstała Republika Chińska zleciła American Banknote Company druk banknotów. Współpracę zakończono w 1949 roku.
Po przystąpieniu do I wojny światowej rząd Stanów Zjednoczonych chciał pokryć wydatki poniesione na rzecz przygotowań do konfliktu. W rezultacie postanowiono przeprowadzić emisję obligacji wojennych i znaczków oszczędnościowych. Władze federalne poprosiły o pomoc w tym przedsięwzięciu American Banknote Company. Przedsiębiorstwo zostało zaangażowane w przygotowanie projektów i stalorytów do druku nowych francuskich banknotów na wypadek zdobycia Paryża przez Niemców.
Rząd Rzeczypospolitej Polskiej na uchodźstwie przygotowywał się w Londynie do działalności powojennej. Jednym z jej aspektów była emisja pieniądza. Bank Polski zlecił American Banknote Company druk dwóch nominałów: 20 i 50 złotych (wzory i banknoty obiegowe) z datą 20 sierpnia 1939 roku. Banknoty Banku Polskiego na emigracji nigdy nie weszły do obiegu. Zniszczono je w 1951 roku. Część pozostawiono w archiwach.
W 1943 roku American Banknote Company otrzymała zamówienie w przedmiocie zaprojektowania i wydrukowania znaczków pocztowych z serii Overrun Countries. Każdy znaczek przedstawiał flagę państwa zaatakowanego przez siły państw Osi, czyli: Polski, Czechosłowacji, Jugosławii, Norwegii, Luksemburga, Holandii, Belgii, Francji, Grecji, Albanii i Austrii. Do serii dodano także Danię i Koreę Południową. Kolejną serią znaczków American Banknote Company przygotowała dla ONZ w 1953 roku.
American Banknote Company została zaangażowana w druk banknotów Anglo-Palestine Bank dla Izraela. W związku z tym, że przygotowania do tego podjęto przed 1948 rokiem, to druk musiał odbyć się poza Mandatem Palestyny. Ponadto władze Jiszuwu nie miały odpowiedniego sprzętu do druku banknotów. Aby amerykańskie przedsiębiorstwo miało możliwość otrzymania zlecenia na drukowanie banknotów dla podmiotu zagranicznego, musiało najpierw otrzymać zgodę Departamentu Stanu. Eliezer Hoofien i Aharon Barth chcieli ominąć tę procedurę i zapewnili, że banknoty nie będą stanowiły legalnego środka płatniczego. W celu ominięcia kontrowersji związanych z drukiem, American Banknote Company nie umieściła swojej nazwy na banknotach. Projekty wykonano przy pomocy posiadanych przez drukarnię giloszy przeznaczonych dla Republiki Chińskiej.
W latach 70. i 80. XX wieku przedsiębiorstwo zaangażowało się w prace związane z drukiem holograficznym. Poprzez American Bank Note Holographies Inc. świadczyło swoje usługi na rzecz Mastercard, Hallmark i National Geographic.
American Banknote Company drukowała w swojej historii banknoty dla:
| - Argentyny, - Alianckiej strefy okupacyjnej Niemiec i RFN, - Antyli Holenderskich, - Bermudów, - Boliwii, - Brazylii, - Bułgarii, - Cesarstwa Chin, - Chile, - Curaçao, - Czechosłowacji, - Dominikany, - Duńskich Indii Zachodnich, - Ekwadoru, - Francji, - Francuskiej Afryki Zachodniej, - Grecji, - Gwatemali, - Haiti, | - Hawajów, - Hiszpanii, - Holandii, - Hondurasu, - Holenderskich Indii Wschodnich, - Indochin Francuskich, - Iranu, - Irlandii, - Izraela, - Jugosławii, - Kambodży, - Kanady, - Kolumbii, - Konga Belgijskiego, - Kostaryki, - Kuby, - Luksemburga, - Maroka, - Martyniki, | - Meksyku, - Nikaragui, - Nowej Fundlandii, - Nowej Kaledonii, - Paragwaju, - Peru, - Południowego Wietnamu, - Portoryko, - Republiki Chińskiej, - Rumunii, - Rządu Rzeczypospolitej Polskiej na uchodźstwie, - Salwadoru, - Sudanu, - Surinamu, - Tahiti, - Turcji, - Urugwaju, - USA, - Wenezueli. |

## Galeria

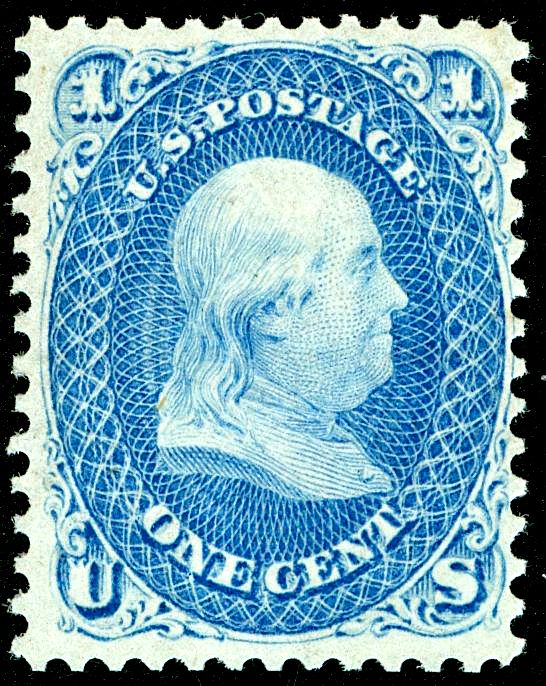
Znaczek z Benjaminem Franklinem z 1861 roku
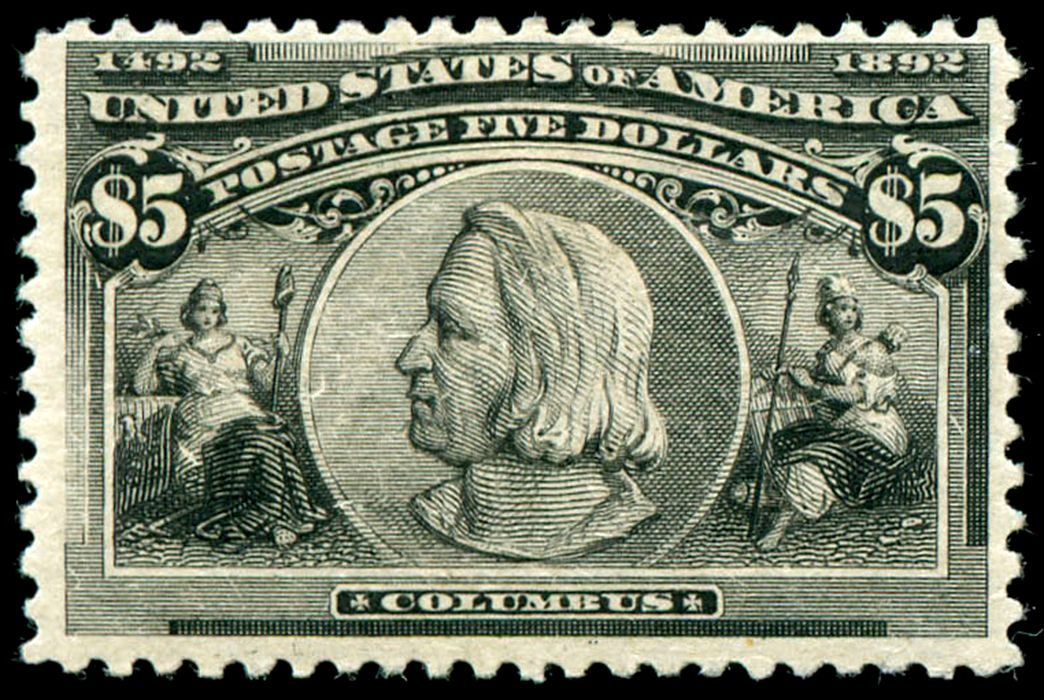
Znaczek z Kolumbem z 1892 roku
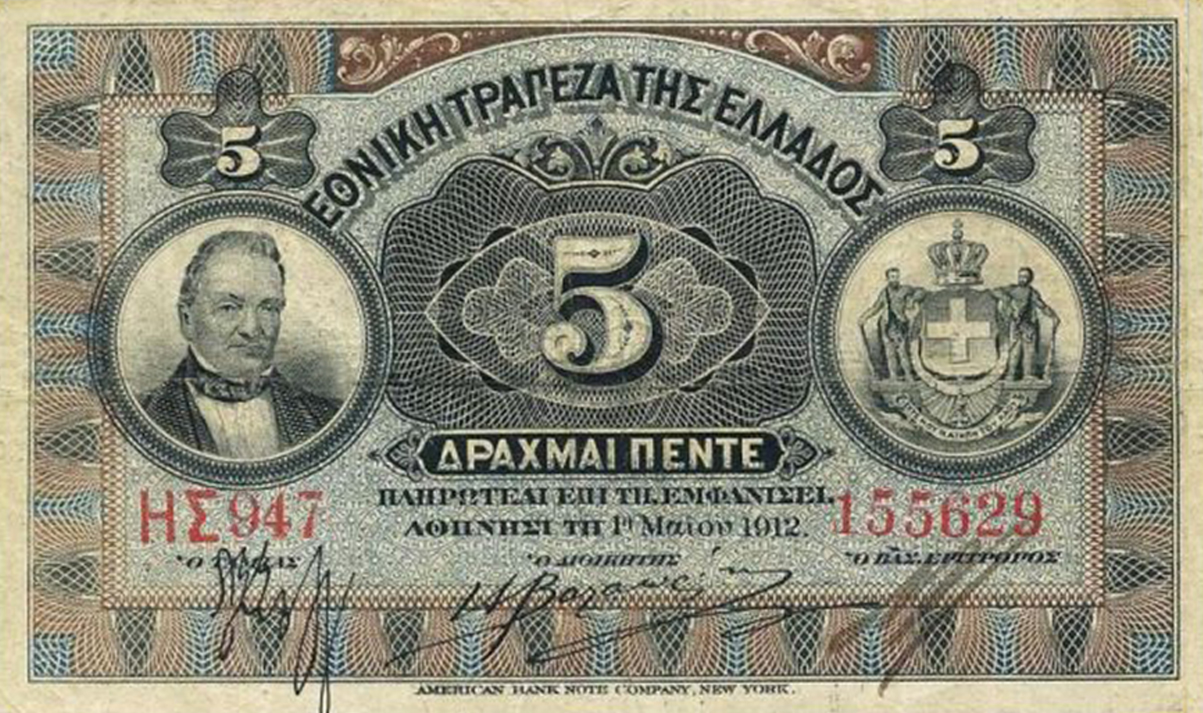
Grecki banknot pięciodrachmowy z 1912 roku
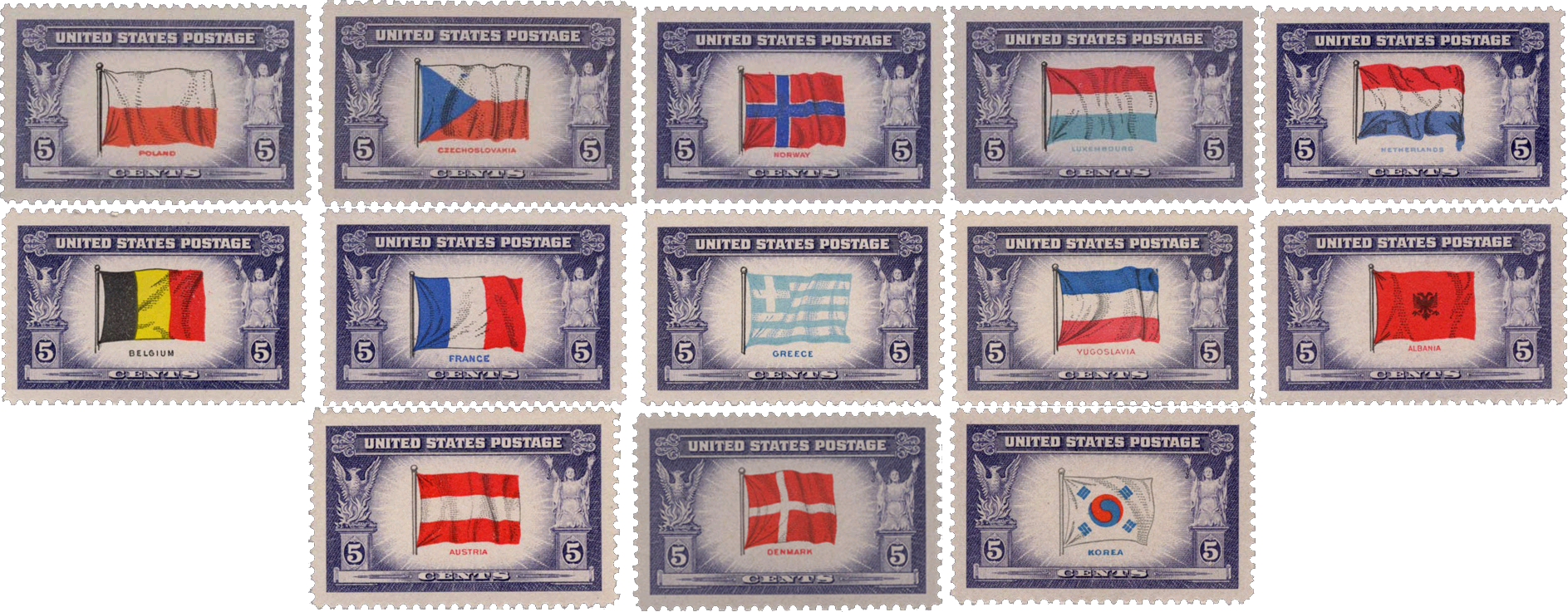
Seria znaczków Overrun Countries
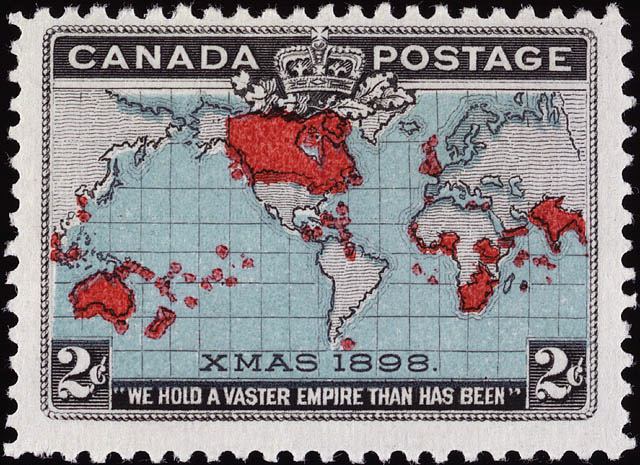
Znaczek kanadyjski z 1898 roku
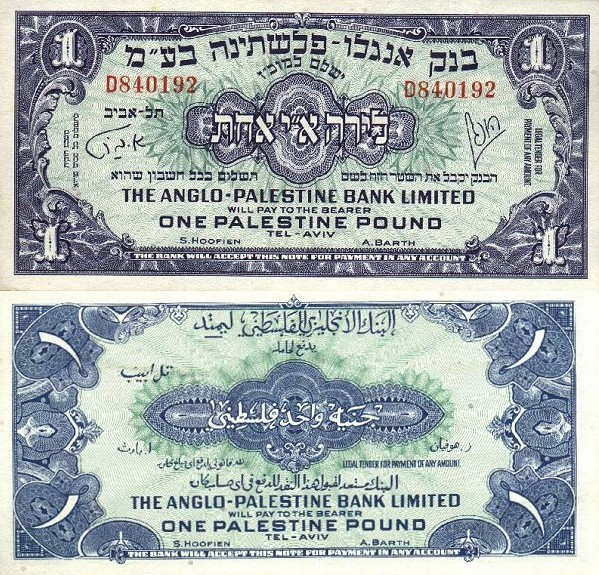
Awers i rewers jednej liry palestyńskiej dla Izraela z 1948 roku
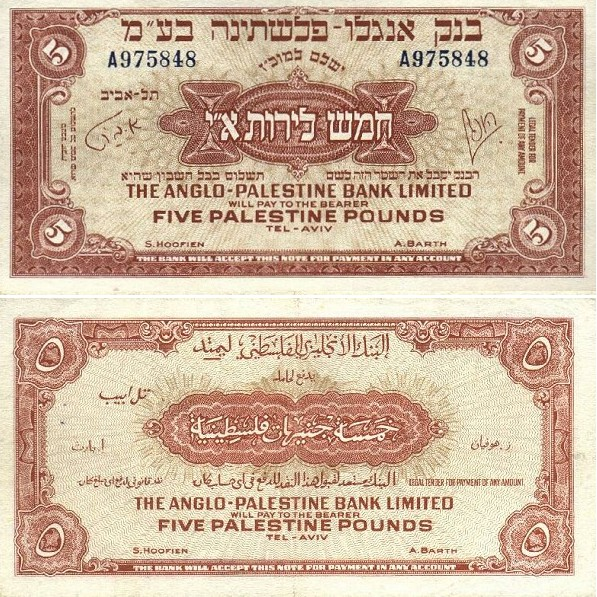
Awers i rewers pięciu lir dla Izraela z 1948 roku
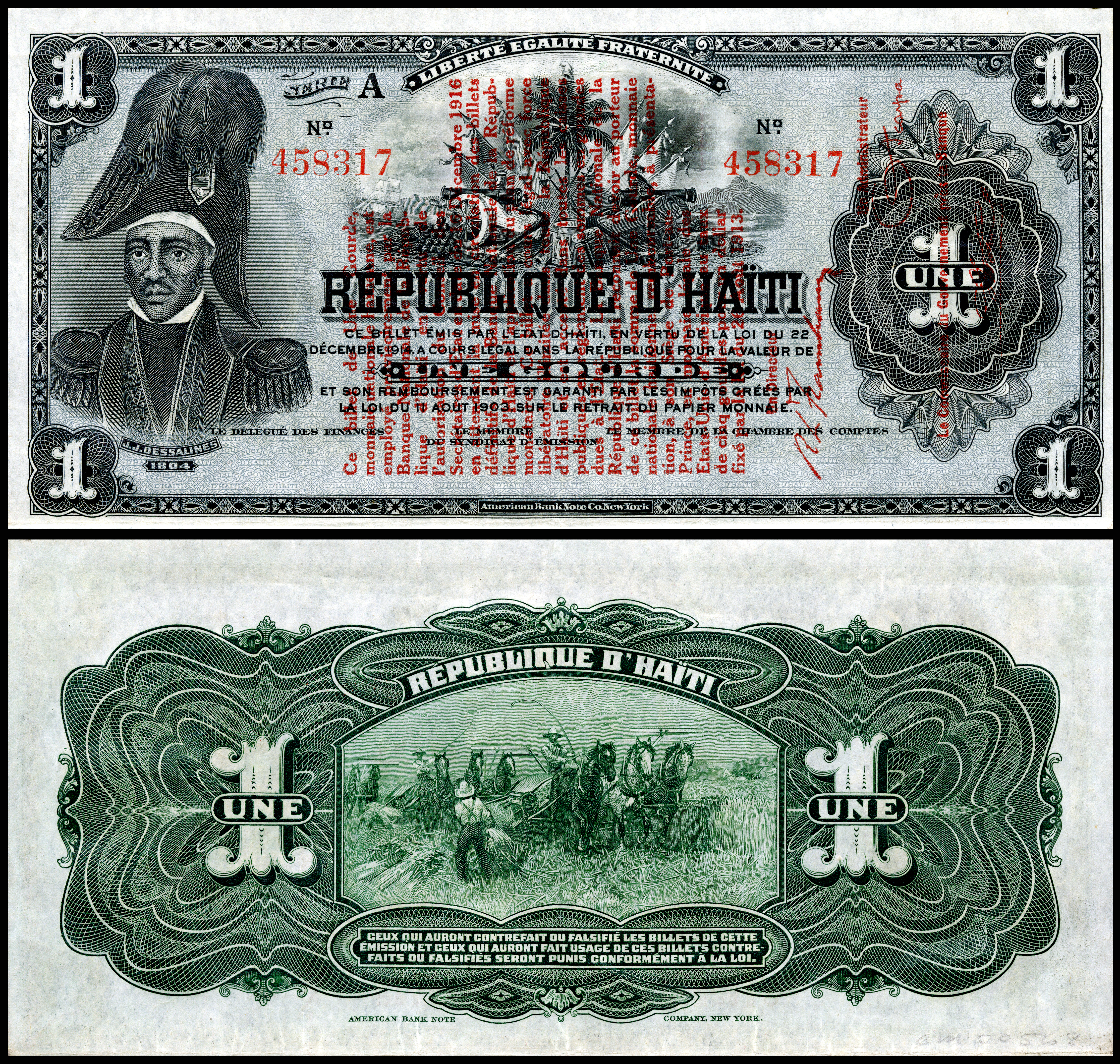
Awers i rewers banknotu haitańskiego z 1916 roku
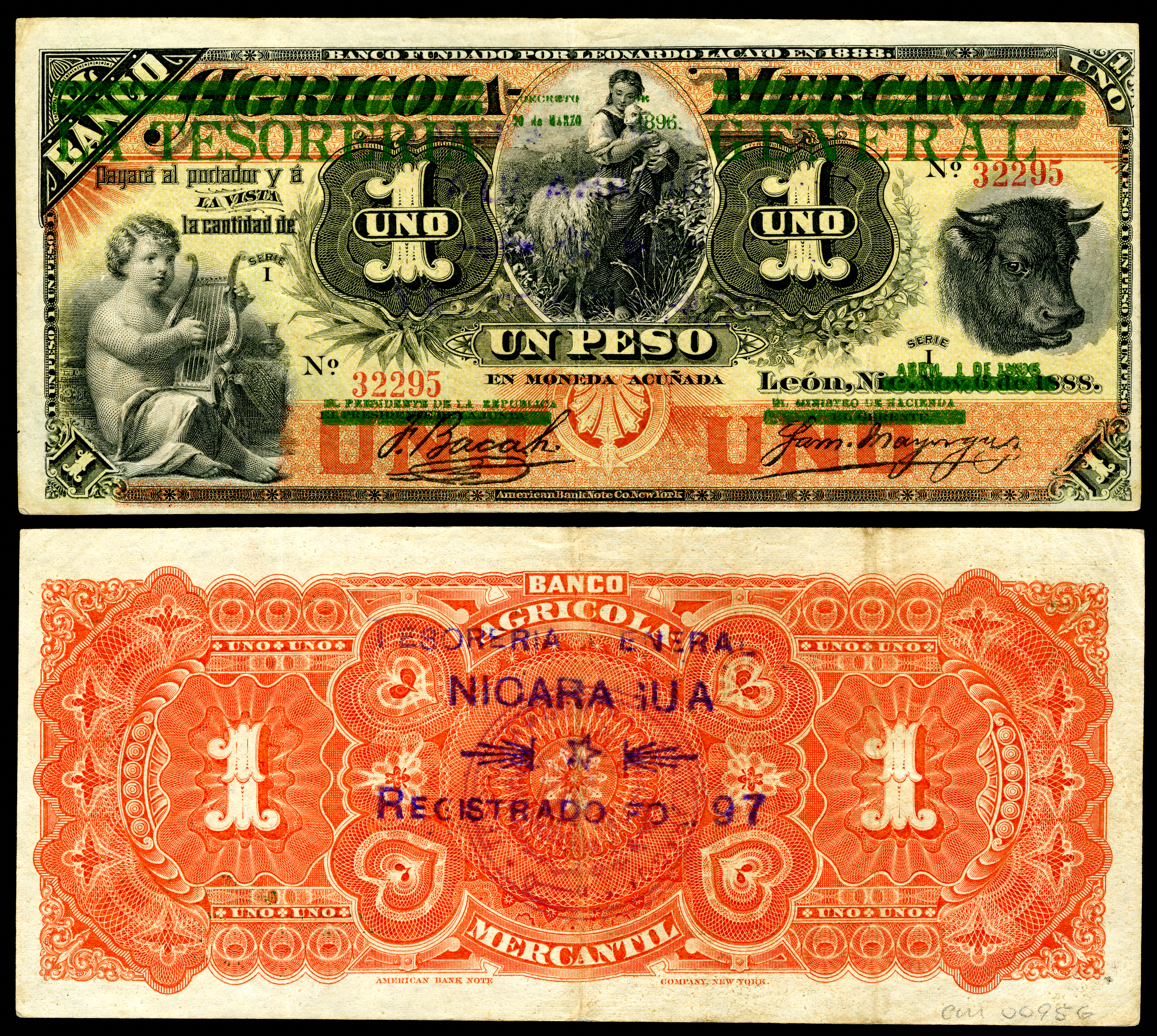
Banknot Nikaragui o nominale 1 peso z 1896 roku
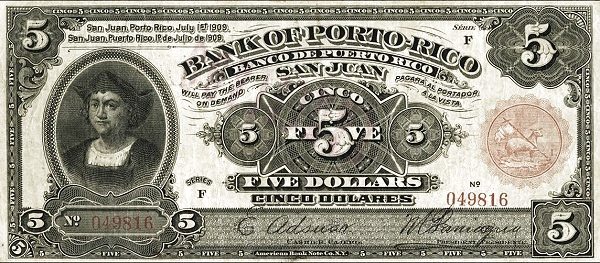
Awers banknotu pięciodolarowego Portoryko z 1909 roku
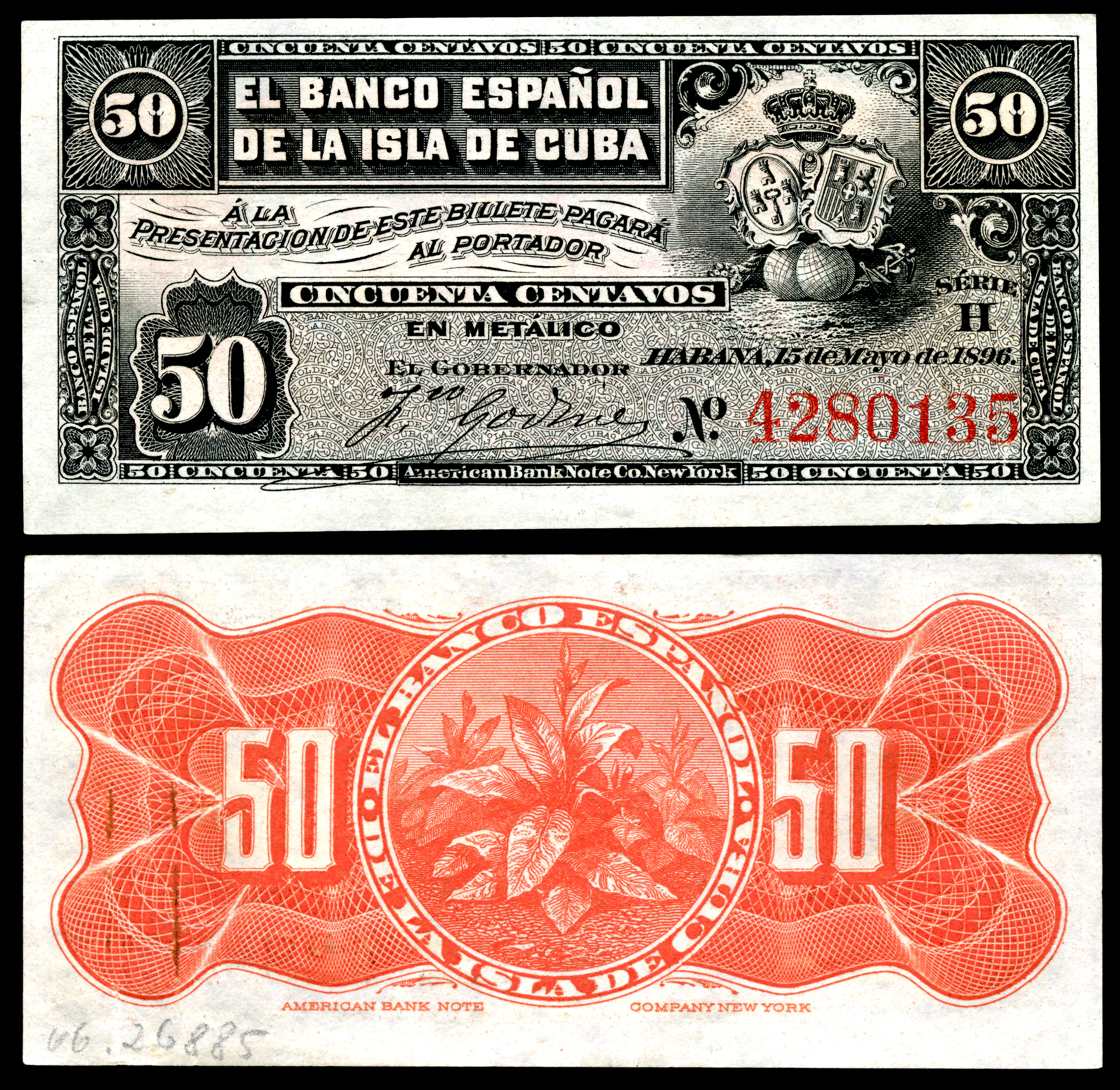
Banknot kubański z 1896 roku
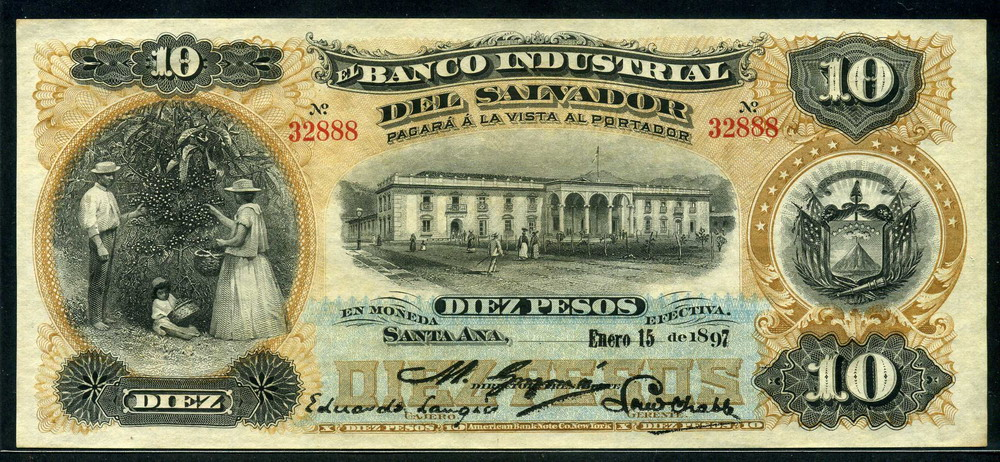
Banknot o nominale 10 peso z Salwadoru z 1897 roku
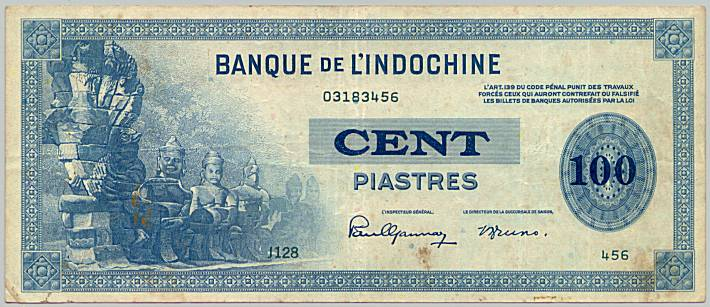
Banknot Indochin Francuskich z 1945 roku
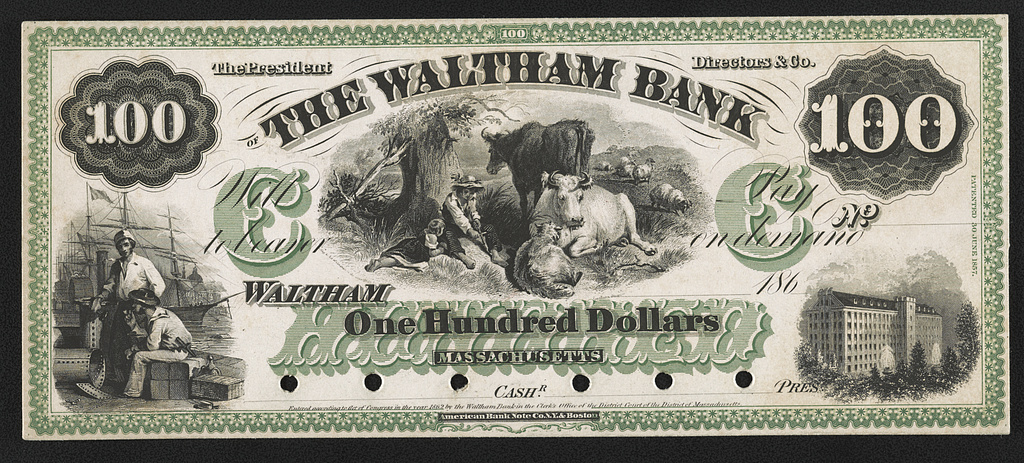
Banknot studolarowy Waltham Bank z 1862 roku
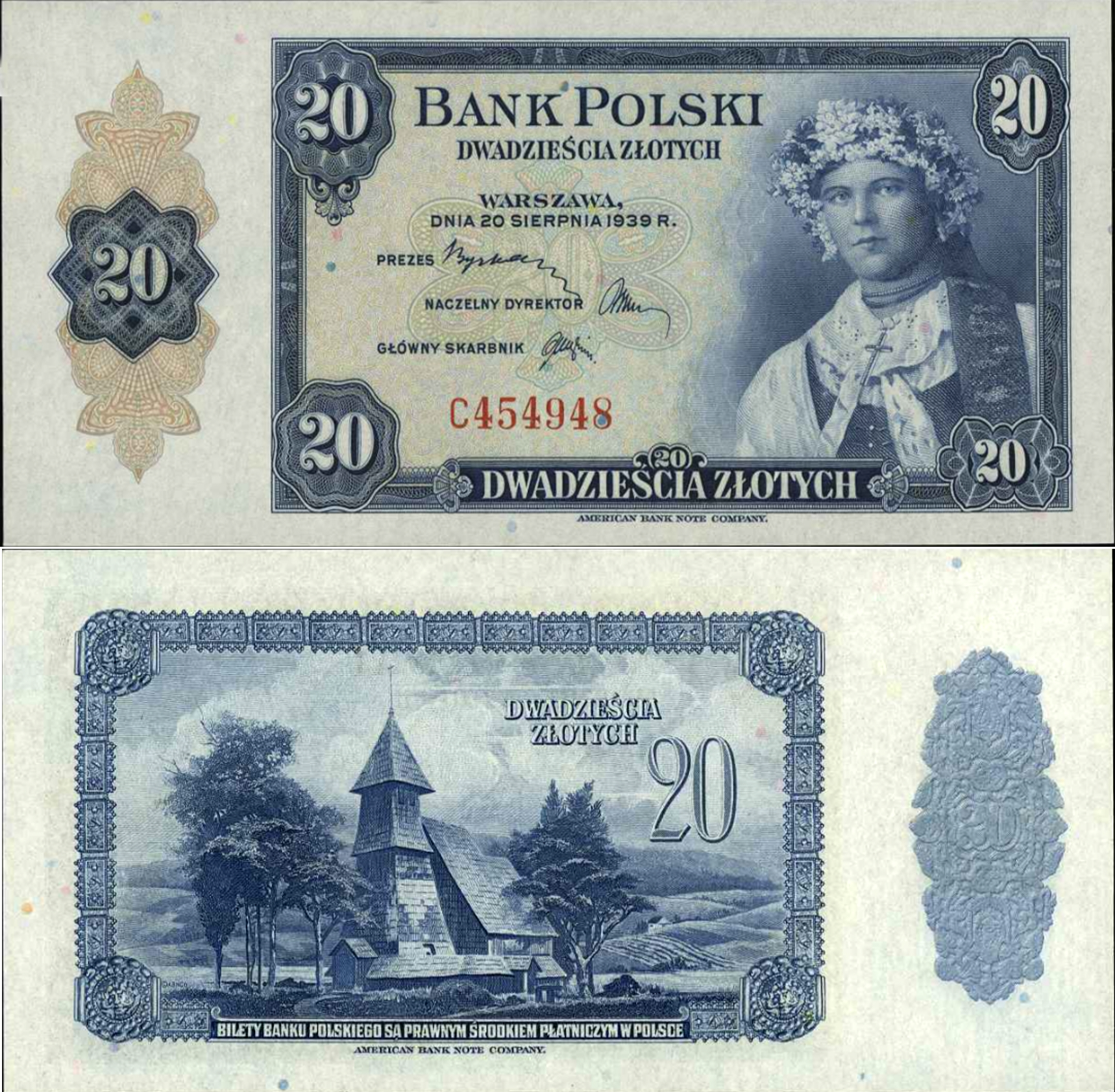
Banknot o nominale 20 złotych rządu II RP na uchodźstwie
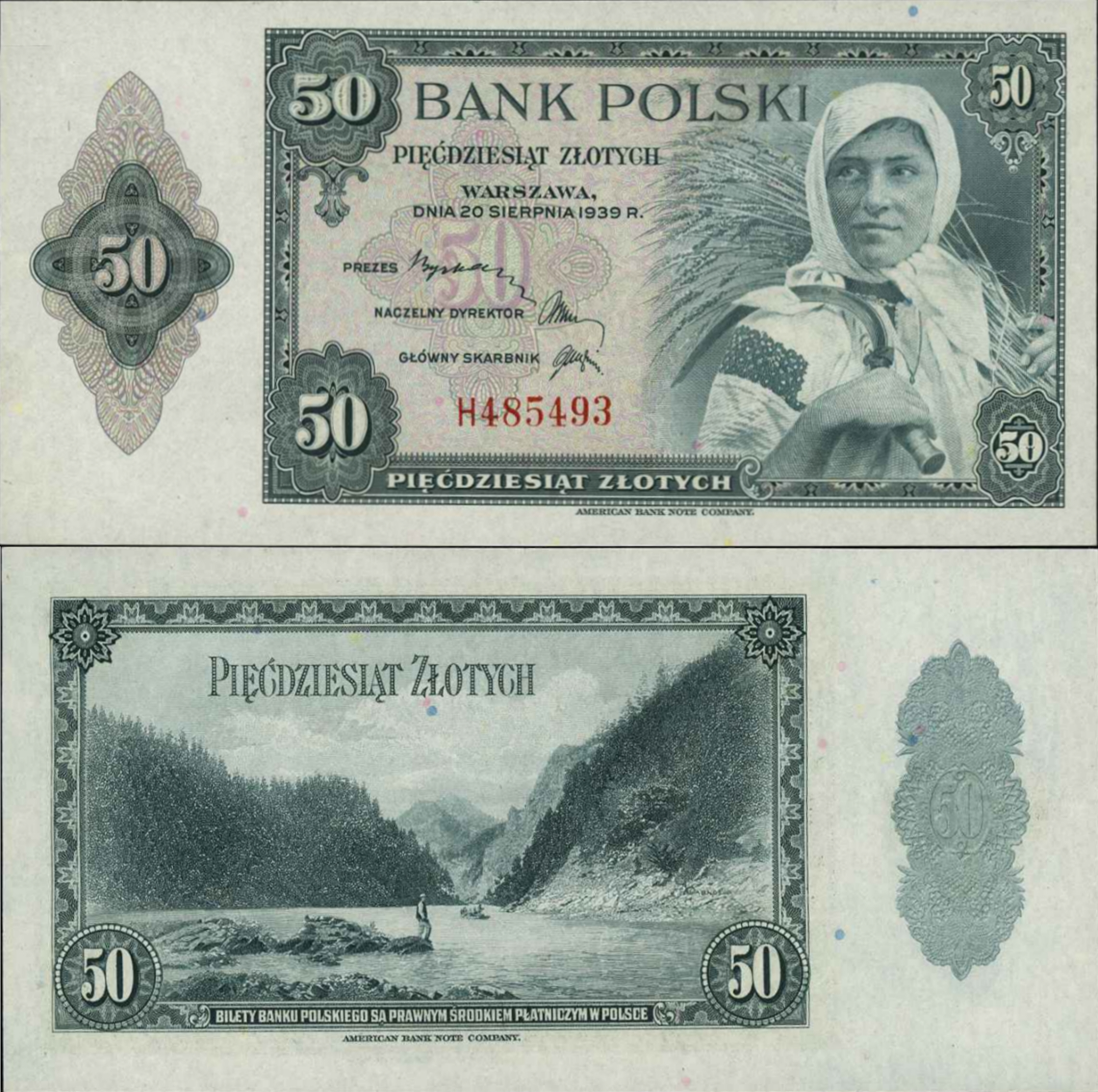
Banknot o nominale 50 złotych rządu II RP na uchodźstwie